# Lake Clifton
Lake Clifton is een plaats in de regio Peel in West-Australië. Het is gelegen aan een zoutmeer met dezelfde naam, bekend voor de aanwezigheid van thrombolieten.

## Geschiedenis
In 1842 werd het zoutmeer naar Marshall W. Clifton (1787-1861) vernoemd. Clifton was de 'Chief Commissioner' van de nederzetting Australind voor de 'Western Australian Company' en een later West-Australisch parlementslid.
Het dorp Lake Clifton ontstond toen 'W A Portland Cement Co' aan het meer kalk begon te ontginnen. In 1920 werd daarvoor een spoorweg vanuit Waroona aangelegd. De 'Lake Clifton Progress Association' ijverde vervolgens om voor de werknemers van het bedrijf een dorp te stichten. In maart 1921 werd Leschenault officieel gesticht. De naam zorgde voor verwarring met de streek rond Bunbury die ook zo werd genoemd, en werd een maand later in Garbanup veranderd. Enkele jaren later protesteerde het 'Railway Department' omdat Garbanup te veel op Dardanup leek. In 1923 werd de dorpsnaam uiteindelijk veranderd in Lake Clifton.
De kalkontginning kwam eind 1923 echter tot een eind. De spoorweg werd een jaar later uit dienst genomen en ontmanteld. De infrastructuur werd hergebruikt voor de spoorweg tussen Lake Grace en Newdegate. Het dorp liep leeg.
Het nationaal park Yalgorup ontwikkelde er sinds de jaren 1970. In 1979 identificeerde microbiologiste Linda Moore de afzettingen in Lake Clifton als stromatolieten. Sinds 1990 wordt het merengebied beschermd onder de conventie van Ramsar. Moore publiceerde in 1993 een studie waaruit bleek dat de afzettingen thrombolieten zijn. In 2010 werden de thrombolieten als bedreigde soort erkend.

## Beschrijving
Lake Clifton maakt deel uit van het lokale bestuursgebied (LGA) Shire of Waroona, waarvan Waroona de hoofdplaats is.
Tijdens de volkstelling van 2021 telde Lake Clifton 759 inwoners, tegenover 441 in 2006.
Lake Clifton heeft een camping, gemeenschapscentrum, wijngaard en taverne.

## Ligging
Lake Clifton ligt nabij de van de Highway 1 deel uitmakende 'Old Coast Road', 110 kilometer ten zuiden van de West-Australische hoofdstad Perth, 65 kilometer ten noordnoordoosten van de kuststad Bunbury en 25 kilometer ten westen van Waroona.
De SW2 en SW3-busdiensten van Transwa doen Lake Clifton enkele keren per week aan.

## Externe links

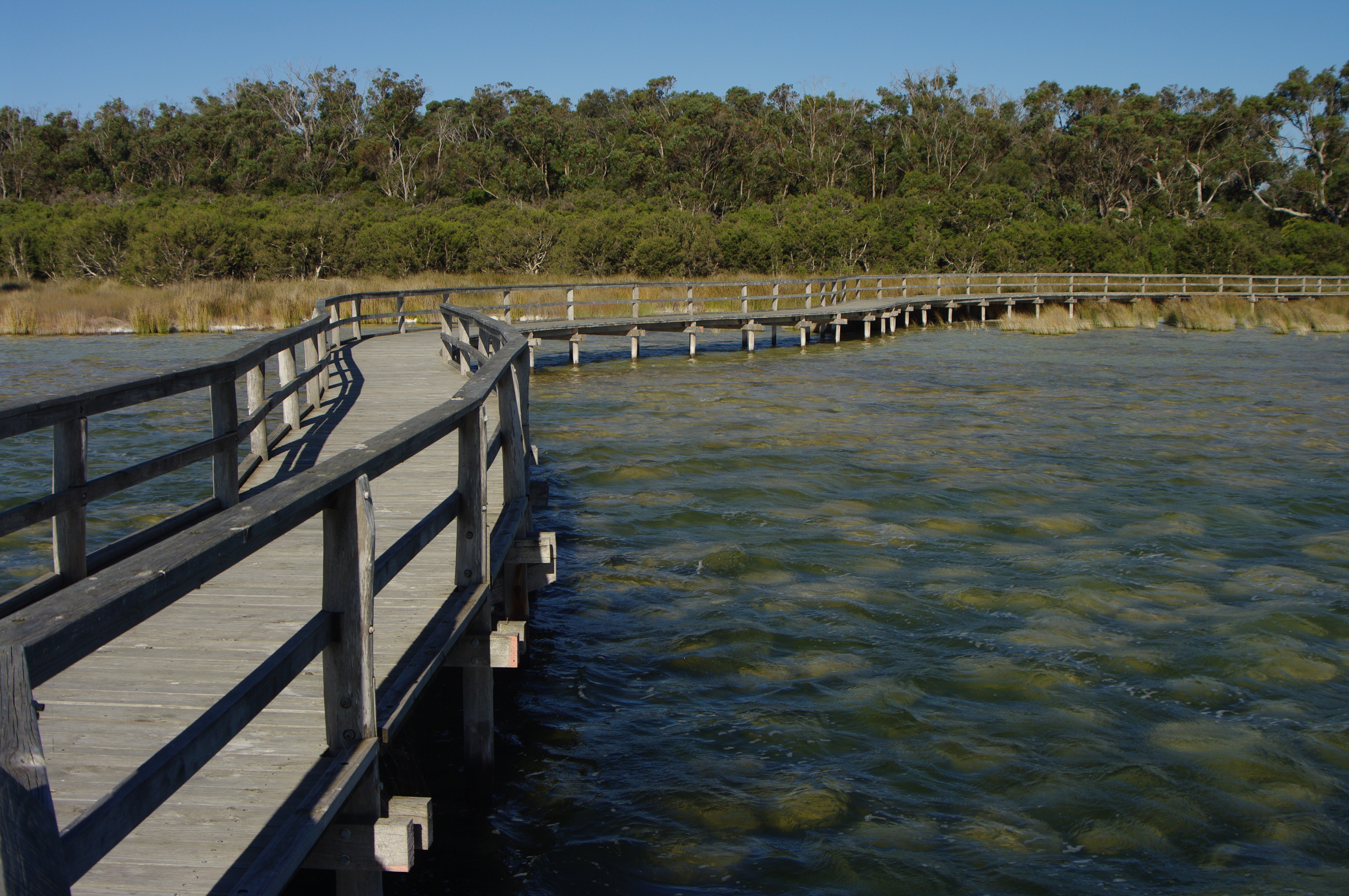
thrombolieten in Lake Clifton